# Lac Istokpoga
Le lac Istokpoga est un lac américain situé dans le comté de Highlands, en Floride.